# アレッサンドロ・シェプフ
アレッサンドロ・シェプフ（Alessandro Schöpf, 1994年2月7日 - ）は、オーストリア・チロル州ウムハウゼン出身のサッカー選手。オーストリア代表。ヴォルフスベルガーAC所属。ポジションはミッドフィールダー。

## 経歴

### バイエルン・ミュンヘン
オーストリアのU16ブンデスリーガでプレーしていた際にFCバイエルン・ミュンヘンにスカウトされ2009年に同クラブのアカデミーに入団。2012年、バイエルン・ミュンヘンIIに昇格。2013年9月、チームメイトのユリアン・グリーンと共にプロ契約を結んだ。

### 1.FCニュルンベルク
2014-15シーズン、ドイツ・ブンデスリーガ2部の1.FCニュルンベルクと契約。2014-15シーズン開幕戦のFCエルツゲビルゲ・アウエ戦でデビューを果たした。2014年9月29日、ホームの1.FCカイザースラウテルン戦(3-2で勝利)で2ゴールを決め、同リーグで自身初ゴールを記録する。以降はトップチームの主力選手として定着し、32試合のリーグ戦に出場、5得点7アシストを記録する。翌シーズンも主力選手として19試合に出場し6得点4アシストを記録、リーグ3位に貢献する。

### シャルケ04
2015-16シーズン中にドイツ・ブンデスリーガ1部のシャルケ04からオファーを受け、2016年1月9日に違約金500万ユーロで移籍した。契約期間は2019年6月30日まで。2016年1月30日、アウェイでのSVダルムシュタット98戦(2-0で勝利)でドイツ・ブンデスリーガ1部でのデビューを果たす。2016年1月から6月までの半期でリーグ戦13試合に出場し3得点3アシストを決める。
2016-17シーズン、膝の怪我で一時離脱もあったが計28試合に出場し6得点2アシストの活躍を見せた。UEFAヨーロッパリーグ 2016-17では12試合中10試合に出場し、準々決勝進出に貢献した。
2017-18シーズン、ドメニコ・テデスコ監督の下、ドイツ・ブンデスリーガ1部準優勝を果たした。ドイツカップでは4試合に出場し、後に優勝することになるアイントラハト・フランクフルトに惜敗するものの、チームの準決勝進出に貢献する。VfLヴォルフスブルクとの準々決勝、及びアイントラハト・フランクフルトとの準決勝でもフル出場を果たしている。2018年2月15日、2021年6月までの契約延長が発表された。
2018-19シーズン、FCポルト戦でUEFAチャンピオンズリーグデビュー。フル出場を果たした。チームは決勝トーナメントに進出した。
2020-21シーズン、シャルケは歴史的大低迷に喘ぎ、4試合を残して2部降格。同シーズン終了後に契約満了で退団となった。

### アルミニア・ビーレフェルト
2021年7月19日、アルミニア・ビーレフェルトと2年契約を締結した。

### バンクーバー・ホワイトキャップス
2022年8月4日、カナダのバンクーバー・ホワイトキャップスに完全移籍。

### ヴォルフスベルガー
2025年2月6日、ヴォルフスベルガーACに移籍した。

## 代表歴
2009年9月15日、オーストリアU-16代表でデビュー。2010年5月までにU-16代表としてさらに4試合に出場。2011年10月、U-18代表としてスイス戦に出場。2012年3月から2013年6月までU-19代表として10試合(2012年及び2013年のUEFA U-19欧州選手権予選など)に出場し、2得点。2013年8月からU-21代表として20試合に出場し8得点を記録した。
2016年3月26日、アルバニアA代表との親善試合でオーストリアA代表初出場を果たす。
2016年5月31日、マルタ代表との親善試合でA代表初ゴールを決める。UEFA EURO 2016、グループステージの3試合すべてに出場し、アイスランド代表戦後半には得点を記録した。
2018年6月2日、クラーゲンフルトで行われたドイツ代表との親善試合でも決勝点を決めた。ドイツ代表に対する勝利は1986年以来であった。
2021年5月、UEFA EURO 2020のメンバーに選出された。

## 個人成績
2021年6月17日現在
| クラブ                   | シーズン     | リーグ                       | リーグ | リーグ | カップ1 | カップ1 | 国際大会2 | 国際大会2 | その他3 | その他3 | 合計 | 合計 | Ref.   |
| クラブ                   | シーズン     | ディビジョン                 | 出場   | 得点   | 出場    | 得点    | 出場      | 得点      | 出場    | 得点    | 出場 | 得点 | Ref.   |
| ------------------------ | ------------ | ---------------------------- | ------ | ------ | ------- | ------- | --------- | --------- | ------- | ------- | ---- | ---- | ------ |
| バイエルン・ミュンヘンII | 2012–13      | レギオナルリーガ・バイエルン | 29     | 11     | —       | —       | —         | —         | —       | —       | 29   | 11   | [ 12 ] |
| バイエルン・ミュンヘンII | 2013–14      | レギオナルリーガ・バイエルン | 34     | 11     | —       | —       | —         | —         | 2       | 0       | 36   | 11   | [ 13 ] |
| バイエルン・ミュンヘンII | 合計         | 合計                         | 63     | 22     | —       | —       | —         | —         | 2       | 0       | 65   | 22   | —      |
| 1.FCニュルンベルク       | 2014–15      | ブンデスリーガ2部            | 32     | 5      | 1       | 0       | —         | —         | —       | —       | 33   | 2    | [ 14 ] |
| 1.FCニュルンベルク       | 2015–16      | ブンデスリーガ2部            | 19     | 6      | 3       | 0       | —         | —         | —       | —       | 22   | 6    | [ 15 ] |
| 1.FCニュルンベルク       | 合計         | 合計                         | 51     | 11     | 4       | 0       | —         | —         | —       | —       | 55   | 11   | —      |
| シャルケ04               | 2015–16      | ブンデスリーガ1部            | 13     | 3      | 0       | 0       | 2         | 0         | 0       | 0       | 15   | 3    |        |
| シャルケ04               | 2016–17      | ブンデスリーガ1部            | 28     | 6      | 4       | 1       | 10        | 1         | 0       | 0       | 42   | 8    |        |
| シャルケ04               | 2017–18      | ブンデスリーガ1部            | 15     | 0      | 4       | 0       | 0         | 0         | 0       | 0       | 19   | 0    |        |
| シャルケ04               | 2018–19      | ブンデスリーガ1部            | 15     | 1      | 2       | 0       | 4         | 1         | 0       | 0       | 21   | 2    |        |
| シャルケ04               | 2019–20      | ブンデスリーガ1部            | 22     | 0      | 3       | 1       | 0         | 0         | 0       | 0       | 25   | 1    |        |
| シャルケ04               | 2020–21      | ブンデスリーガ1部            | 19     | 0      | 2       | 2       | 0         | 0         | 0       | 0       | 21   | 1    |        |
| シャルケ04               | 合計         | 合計                         | 112    | 10     | 15      | 4       | 16        | 2         | 0       | 0       | 143  | 16   | —      |
| キャリア合計             | キャリア合計 | キャリア合計                 | 226    | 43     | 19      | 4       | 16        | 2         | 2       | 0       | 263  | 49   | —      |

- 1.^DFBポカール
- 2.^UEFAヨーロッパリーグ、UEFAチャンピオンズリーグ
- 3.^昇格プレーオフ

## 代表歴

### 出場大会
- オーストリア代表
  - 2016年 - UEFA EURO 2016
  - 2021年 - UEFA EURO 2020

### 試合数
- 国際Aマッチ 32試合 6得点 (2016年 -　)

| オーストリア代表 | 国際Aマッチ | 国際Aマッチ |
| 年               | 出場        | 得点        |
| ---------------- | ----------- | ----------- |
| 2016             | 11          | 2           |
| 2017             | 2           | 0           |
| 2018             | 9           | 2           |
| 2019             | 0           | 0           |
| 2020             | 2           | 1           |
| 2021             | 7           | 0           |
| 2022             | 1           | 1           |
| 通算             | 32          | 6           |

### 代表でのゴール
| No. | 年月日         | 会場                                   | 対戦相手       | スコア | 結果 | 大会                          |
| --- | -------------- | -------------------------------------- | -------------- | ------ | ---- | ----------------------------- |
| 1   | 2016年5月31日  | ヴェルターゼー・シュターディオン       | マルタ         | 2–0    | 2–1  | 親善試合                      |
| 2   | 2016年6月22日  | スタッド・ド・フランス                 | アイスランド   | 1–1    | 1–2  | UEFA EURO 2016                |
| 3   | 2018年5月30日  | ティヴォリ・シュターディオン           | ロシア         | 1–0    | 1–0  | 親善試合                      |
| 4   | 2018年6月2日   | ヴェルターゼー・シュターディオン       | ドイツ         | 2–1    | 2–1  | 親善試合                      |
| 5   | 2020年10月14日 | スタディオヌル・イリエ・オアナ         | ルーマニア     | 1–0    | 1–0  | UEFAネーションズリーグ2020-21 |
| 6   | 2022年5月29日  | エルンスト・ハッペル・シュターディオン | スコットランド | 2–2    | 2–2  | 親善試合                      |

## タイトル

### クラブ
バイエルン・ミュンヘンII
- レギオナルリーガ・バイエルン : 2013-14

### 個人
- オーストリア・プロサッカー選手協会 新人賞 : 2015-16
- チロル州最優秀スポーツ選手賞 : 2016-17